# Sagho
Sagho est une localité située dans le département de Barsalogho de la province du Sanmatenga dans la région Centre-Nord au Burkina Faso.

## Géographie
Sagho se trouve à 5 km au nord-ouest de Guiendbila – auquel il est administrativement rattaché –, et à environ 35 km au nord de Barsalogho, le chef-lieu du département.

## Histoire
Le 22 juin 2019, les villages de Sagho et Toekédogo subissent des attaques terroristes par un groupe djihadiste armé qui font, respectivement, treize et deux morts et entraînent l'incendie de nombreuses boutiques,. Ces attaques ont perduré dans les jours suivants et à la fin du mois de juillet entrainant le déplacement de milliers de personnes habitant le secteur vers des camps de déplacés internes à Barsalogho en août 2019.

## Économie
L'économie du village repose sur l'agro-pastoralisme et l'activité commerçante de son marché.

## Éducation et santé
Le centre de soins le plus proche de Sagho est le centre de santé et de promotion sociale (CSPS) de Guiendbila tandis que le centre médical avec antenne chirurgicale (CMA) se trouve à Barsalogho et le centre hospitalier régional (CHR) à Kaya.
Sagho possède une école primaire publique.